# Ezinean
Ezinean fue una banda de hardcore melódico procedente de Azpeitia (Guipúzcoa), en activo desde 2001 hasta 2018. En sus primeros años, la agrupación se componía de tres integrantes. El nombre del grupo podría traducirse como "en la imposibilidad".

## Inicios
Después de varios ensayos durante cuatro años, en el 2005 editan una maqueta en su propio local bajo la batuta de Oihan Lizaso, la cual obtuvo gran éxito (aunque no llegaría a publicarse). Tras esto, el propio Lizaso, se unió al trío en calidad de guitarrista y corista, pasando a convertirse Ezinean en un cuarteto desde entonces.

## EzineanyZuretzat
Tras el éxito de la maqueta, la banda sacó el primer disco un año después, titulado Ezinean, que también gozó de gran éxito. La gira de este disco contó con más de cincuenta conciertos, algunos de ellos fuera del País Vasco (Francia y Alemania). También lograron varios reconocimientos gracias a este disco, como una nominación a los “Gaztea Sariak” o el premio “Euskara Saria” del concurso pop rock de Leioa. Tras acabar con estos conciertos, el guitarrista Oihan Lizaso abandona el barco al no poder dedicar al proyecto el tiempo que requería. Su sustituto fue Jon Regaño, alias "Zeke".
En el año 2008, salió el segundo álbum de la banda, titulado Zuretzat ("Para ti" en español). A este le siguió una serie de casi cincuenta conciertos, siendo el último de ellos en la Semana Grande de Bilbao.

## Tercer álbum de estudio
Tras cuatro años sin editar nuevo material ni dar conciertos por motivos personales (aunque durante ese tiempo estuvieron ensayando y componiendo temas nuevos), en el 2013 regresa a los escenarios el cuarteto que dio vida al primer álbum, y uno después lanzan su tercer álbum de estudio, llamado Berriz ("otra vez" en español). El título lo pusieron en el sentido de "otra vez el cuarteto de siempre", "otra vez la misma ilusión", "otra vez el mismo poder" y "otra vez Ezinean".

## EP de despedida
Tras dos años de inactividad, en 2018 se publica, a modo de despedida, el EP Betirarte Ezinean ("Hasta siempre Ezinean, en español), compuesto por cinco temas.

## Discografía

### LP
- Ezinean (2006)
- Zuretzat (2008)
- Berriz (2014)

### EP
- Betirarte Ezinean (2018)

## Componentes
- Iban Amenábar - Bajo y voz
- Oihan Lizaso - Guitarra rítmica y coros
- Oier Eceiza - Guitarra solista y coros
- Oihan Amezua - Batería

## Antiguos miembros
- Jon Regaño "Zeke" - Guitarra y coros